# Антон Борлаков
Антон Борлаков – Антбо е български педагогически и обществен деец от началото на ХХ век. Наричан е Българския Песталоци от своите сподвижници.

## Биография
Роден е в гр. Тулча, Кралство Румъния на 16 януари 1884 г.
Като млад учител, Антон Борлаков работи последователно в няколко села на Варненска учебна околия – през 1902 г. води три отделения в Татаркьой (днес част от Любен Каравелово) и в Крумово през 1908 г. През целия си живот е продуктивен автор, който пише статии по природознание, родинознание, по смятане и по начален четмопис, които публикува в педагогически издания, като „Педагогически преглед“, „Училищна практика“, „Българско училище“ и в основаното от него месечно списание „Педагогическа практика“. От страниците на списанието влиза в полемика с просветните дейци Досю Негенцов и Иван Пастухов.
Като училищен инспектор във Варна, Антон Борлаков участва в създаването опитни училища, едно от които е „Свети Климент“. Организира държавни курсове, педагогически конференции и семинари за варненските учители, активно подкрепя протеста срещу непоемането от държавата на разходите на селските учители.
След освобождаването на Северна Добруджа от Централните сили през 1916 г., в областта възникват народни комитети, чиято крайна цел е трайното ѝ присъединяване към Царство България, в което дейно участие взема и Борлаков. На 30 юли 1917 г. в Бабадаг, Северна Добруджа е учреден Централен добруджански народен съвет с председател д-р Иван Огнянов, а за секретар е избран Антон Борлаков. Основен печатен орган на организацията е вестник „Добруджа“, където Борлаков редовно публикува.
Умира в Александровска болница, София на 10 януари 1937 г.